# Cymatosyrinx impolita
Cymatosyrinx impolita é uma espécie de gastrópode do gênero Cymatosyrinx, pertencente à família Drilliidae.